# Grand-Laviers
Grand-Laviers és un municipi francès situat al departament del Somme i a la regió dels Alts de França. L'any 2007 tenia 344 habitants.

## Demografia

### Població
El 2007 la població de fet de Grand-Laviers era de 344 persones. Hi havia 138 famílies de les quals 28 eren unipersonals (8 homes vivint sols i 20 dones vivint soles), 47 parelles sense fills, 59 parelles amb fills i 4 famílies monoparentals amb fills.
La població ha evolucionat segons el següent gràfic:
Habitants censats

### Habitatges
El 2007 hi havia 172 habitatges, 141 eren l'habitatge principal de la família, 9 eren segones residències i 21 estaven desocupats. 156 eren cases i 3 eren apartaments. Dels 141 habitatges principals, 125 estaven ocupats pels seus propietaris, 10 estaven llogats i ocupats pels llogaters i 7 estaven cedits a títol gratuït; 1 tenia una cambra, 4 en tenien dues, 12 en tenien tres, 35 en tenien quatre i 90 en tenien cinc o més. 115 habitatges disposaven pel capbaix d'una plaça de pàrquing. A 58 habitatges hi havia un automòbil i a 69 n'hi havia dos o més.

### Piràmide de població
La piràmide de població per edats i sexe el 2009 era:
| Homes | Edats   | Dones |
| ----- | ------- | ----- |
| 0     | 95 o +  | 0     |
| 0     | 90 a 94 | 0     |
| 0     | 85 a 89 | 4     |
| 4     | 80 a 84 | 0     |
| 4     | 75 a 79 | 4     |
| 16    | 70 a 74 | 4     |
| 4     | 65 a 69 | 12    |
| 4     | 60 a 64 | 16    |
| 4     | 55 a 59 | 4     |
| 16    | 50 a 54 | 4     |
| 24    | 45 a 49 | 20    |
| 12    | 40 a 44 | 20    |
| 12    | 35 a 39 | 8     |
| 16    | 30 a 34 | 24    |
| 4     | 25 a 29 | 4     |
| 16    | 20 a 24 | 0     |
| 12    | 15 a 19 | 8     |
| 16    | 10 a 14 | 32    |
| 16    | 5 a 9   | 12    |
| 4     | 0 a 4   | 4     |

## Economia
El 2007 la població en edat de treballar era de 241 persones, 176 eren actives i 65 eren inactives. De les 176 persones actives 164 estaven ocupades (91 homes i 73 dones) i 12 estaven aturades (7 homes i 5 dones). De les 65 persones inactives 19 estaven jubilades, 19 estaven estudiant i 27 estaven classificades com a «altres inactius».

### Ingressos
El 2009 a Grand-Laviers hi havia 142 unitats fiscals que integraven 349,5 persones, la mediana anual d'ingressos fiscals per persona era de 19.609 €.

### Activitats econòmiques
Dels 10 establiments que hi havia el 2007, 1 era d'una empresa de construcció, 1 d'una empresa de comerç i reparació d'automòbils, 1 d'una empresa de transport, 2 d'empreses d'hostatgeria i restauració, 2 d'entitats de l'administració pública i 3 d'empreses classificades com a «altres activitats de serveis».
Dels 2 establiments de servei als particulars que hi havia el 2009, 1 era un electricista i 1 saló de bellesa.
L'any 2000 a Grand-Laviers hi havia 6 explotacions agrícoles.

## Poblacions més properes
El següent diagrama mostra les poblacions més properes.